# Naturschutzgebiet Zeiserlberg

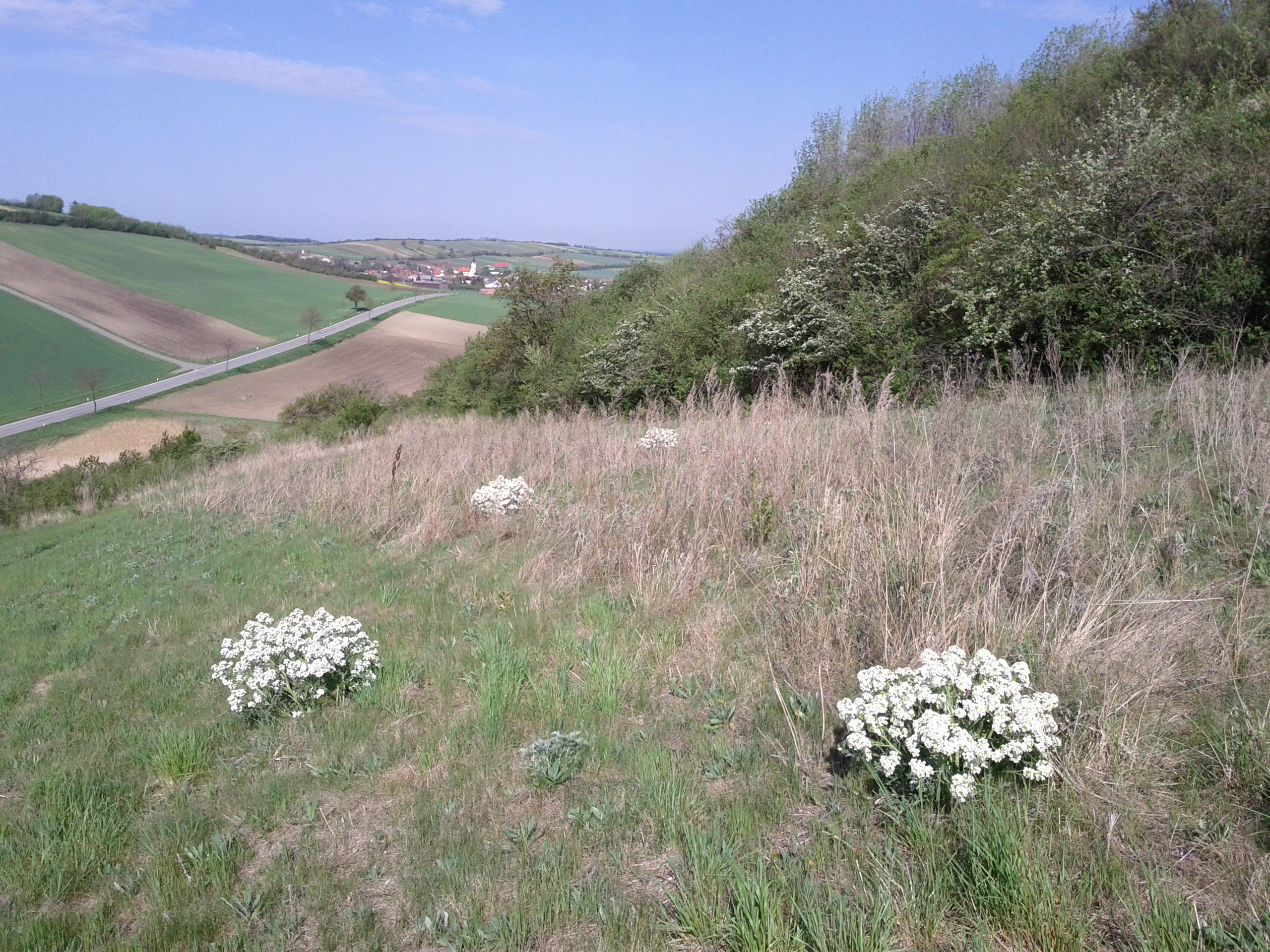
Blick vom Zeiserlberg mit blühenden Individuen des Tátorján-Meerkohls (Crambe tataria)

Das Naturschutzgebiet Zeiserlberg, auch Zeiselbergen genannt, westlich von Ottenthal im Bezirk Mistelbach in Niederösterreich ist in Österreich der einzige bekannte Fundort des sehr seltenen Tátorján-Meerkohls. Das Areal wird von einem Lösstrockenrasen dominiert und ist aufgrund der vorkommenden seltenen Arten als biogenetisches Reservoir von internationaler Bedeutung.

## Geologie
Beim Zeiserlberg handelt es sich um einen mit Löss bedeckten westexponierten Prallhang, welcher während der letzten Eiszeit durch Bodenfließen geformt wurde. Die windexponierte Position ließ den Löss vielfach offen zutage treten und verhinderte zusammen mit der steilen Hanglage eine geschlossene Vegetationsdecke. Dies erlaubte es nur Trockenheitsspezialisten den Ort zu besiedeln. Zudem konnte die steile Fläche nicht oder nur extensiv wirtschaftlich genützt werden, was die Überlebenschance seltener Arten erhöhte.

## Flora und Fauna
Der Tátorján-Meerkohl (Crambe tataria) ist ein südsibirisch-pontisch-pannonisches Florenelement, das in Österreich und in Südmähren seine westliche Verbreitungsgrenze erreicht. Das nächste Vorkommen des Tatarischen Meerkohls, wie die Art auch genannt wird, befindet sich auf dem Hutberg bei Pouzdřany. Das heutige Hauptverbreitungsgebiet der Art liegt im südukrainischen und südrussischen Steppengebiet nördlich des Schwarzen Meeres. Während und unmittelbar nach der letzten Eiszeit befanden sich auch in Mitteleuropa ausgedehnte Kältesteppen und somit geeignete Habitate für den Tátorján-Meerkohl. Die Art konnte sich dadurch bis an den Rand der vergletscherten Teile der Alpen ausbreiten. Nach dem Ansteigen der Temperaturen wurde sie wieder von anspruchsvolleren Arten verdrängt und konnte sich nur an wenigen, extremen Trockenstandorten, wie dem Zeiserlberg, behaupten. Keimlinge der Art benötigen offene Bodenstellen, um aufzukommen. Das Habitat des Tátorján-Meerkohl sind tiefgründige Lösstrockenrasen wie am Zeiserlberg, die pflanzensoziologisch zum Hainsalbei-Furchenschwingel-Lösstrockenrasen gestellt werden. 1909 wurden rund 150 Exemplare am Zeiserlberg gezählt. Durch die kurz nach der Jahrtausendwende begonnenen Pflegemaßnahmen konnte der Meerkohl seinen Bestand auf rund 600 Individuen vergrößern.
Im österreichischen Trockenrasenkatalog wurde der Zeiserlberg als „national bedeutend“ eingestuft. Als weitere stark gefährdete und am Zeiserlberg auftretende Pflanzenarten wären das Knollen-Brandkraut (Phlomis tuberosa), der Steppen-Spitzkiel (Oxytropis pilosa), das Durchwachs-Hasenohr (Bupleurum rotundifolium), der Deutsche Alant (Inula germanica) und der Zotten-Lein (Linum hirsutum) zu nennen. Zudem gibt es attraktive Vorkommen des Diptams, des Frühlings-Adonis und des Helm-Knabenkrauts. Insgesamt konnten bisher 200 Pflanzenarten am Zeiserlberg nachgewiesen werden, von denen 36 auf der Roten Liste gefährdeter Pflanzen Österreichs geführt sind.

## Schutz
Der Tátorján-Meerkohl wurde Ende Mai 1902 von Alois Teyber für das damalige Kronland Niederösterreich auf einem grasigen Abhang neu aufgefunden. Bei dem genannten Abhang dürfte es sich um den Zeiserlberg bei Ottenthal handeln. Bereits 1910 pachtete die k.u.k. zoologisch-botanische Gesellschaft zwei rund 0,2 Hektar große Grundstücke am Zeiserlberg um das darauf befindliche einzige Vorkommen des Tatarisches Meerkohls in Österreich zu erhalten. 1932 wurde das Gebiet zum „gesetzlichen Banngebiet“ erklärt und 1978 zum Naturschutzgebiet aufgewertet. 1995 wurde der Schutz auf den gesamten Südwesthang und insgesamt 3,2 ha ausgedehnt um so das Überleben der seltenen Pflanzen- und Tierarten langfristig abzusichern. Da die Nutzung auf den neuen Flächen schrittweise aufgegeben wurde, konnte sich der Lösstrockenrasen wie auch die Population des Meerkohls ausbreiten. Im Zuge eines 2004 bis 2008 durchgeführten LIFE-Projekts, konnten am Zeiserlberg, der in das Natura-2000-Gebiet „Weinviertler Klippenzone“ aufgenommen wurde, umfangreiche Verbesserungsmaßnahmen vorgenommen werden. Regelmäßige Pflegemaßnahmen, wie kleinräumige Mahd und die Entfernung von Gebüschen sowie eine begleitende Überwachung der Maßnahmen, sind nötig, um den Trockenrasen dauerhaft zu erhalten.

## Bilder

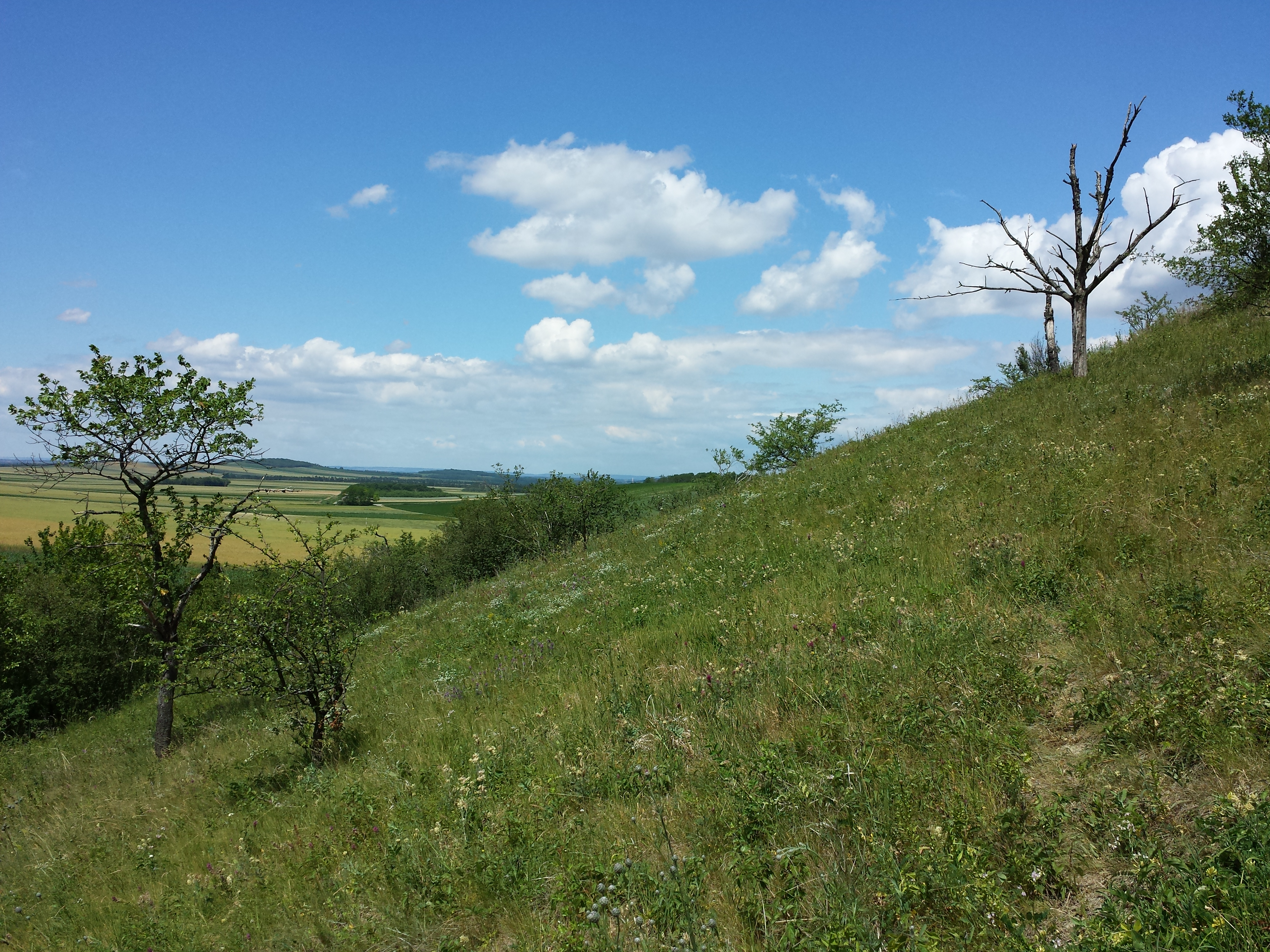
Der westexponierte Hang wird von einem artenreichen Lösstrockenrasen bedeckt.
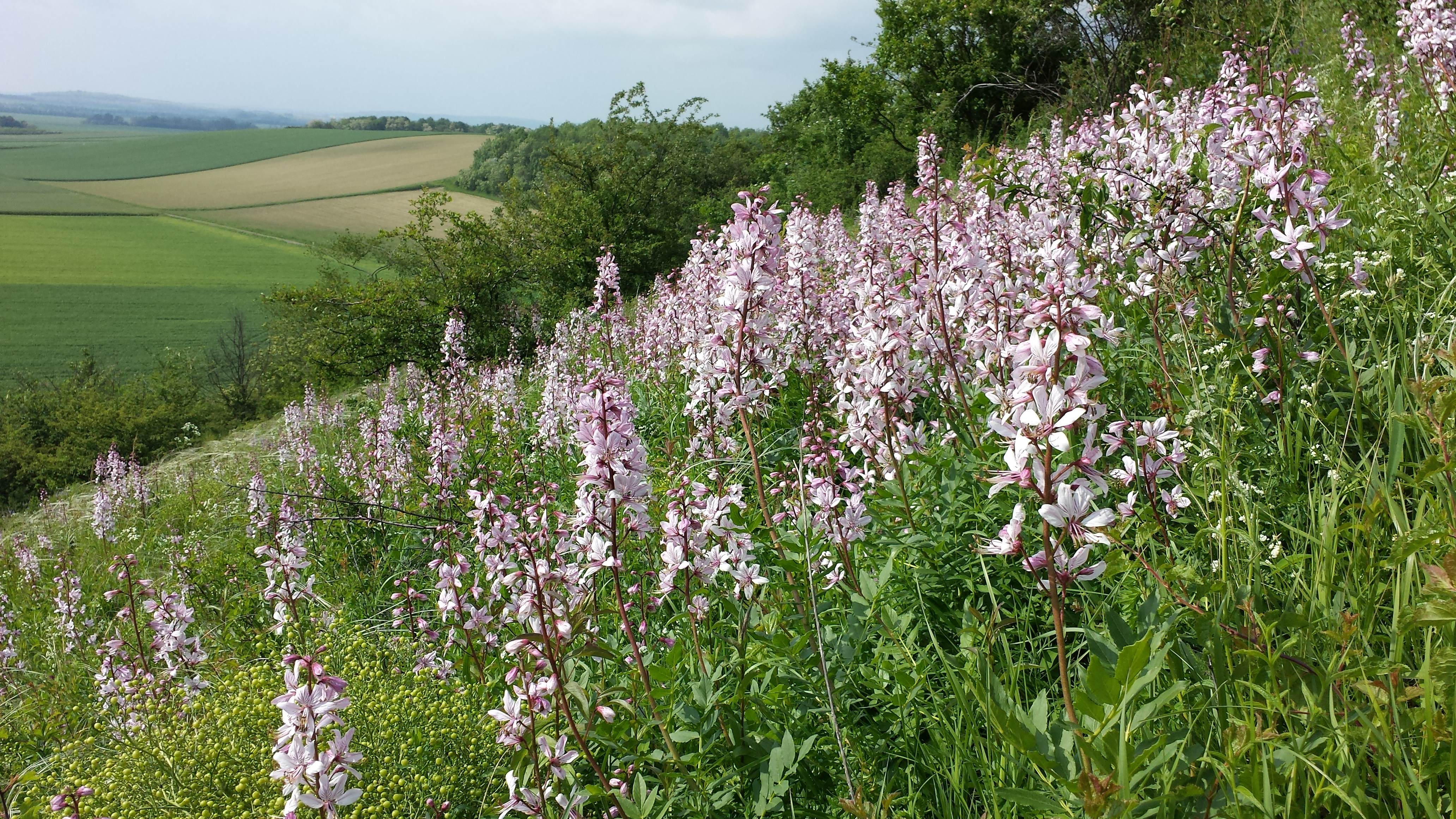
Im Frühling kann man die Blütenstände des Diptams bewundern.
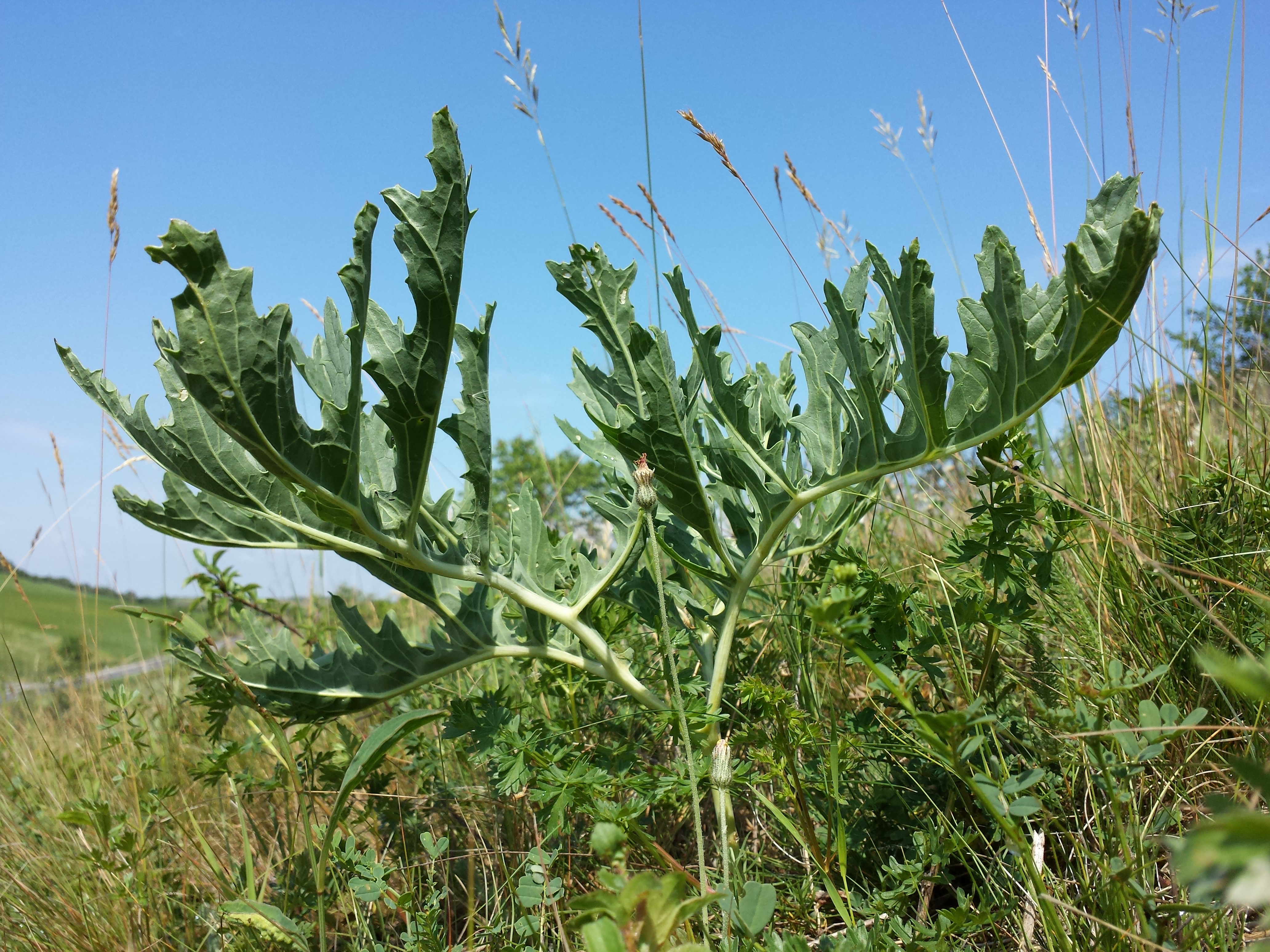
Laubtriebe des Tátorján-Meerkohls; die Pflanze kommt erst nach 6–7 Jahren zur einmaligen Blüte.
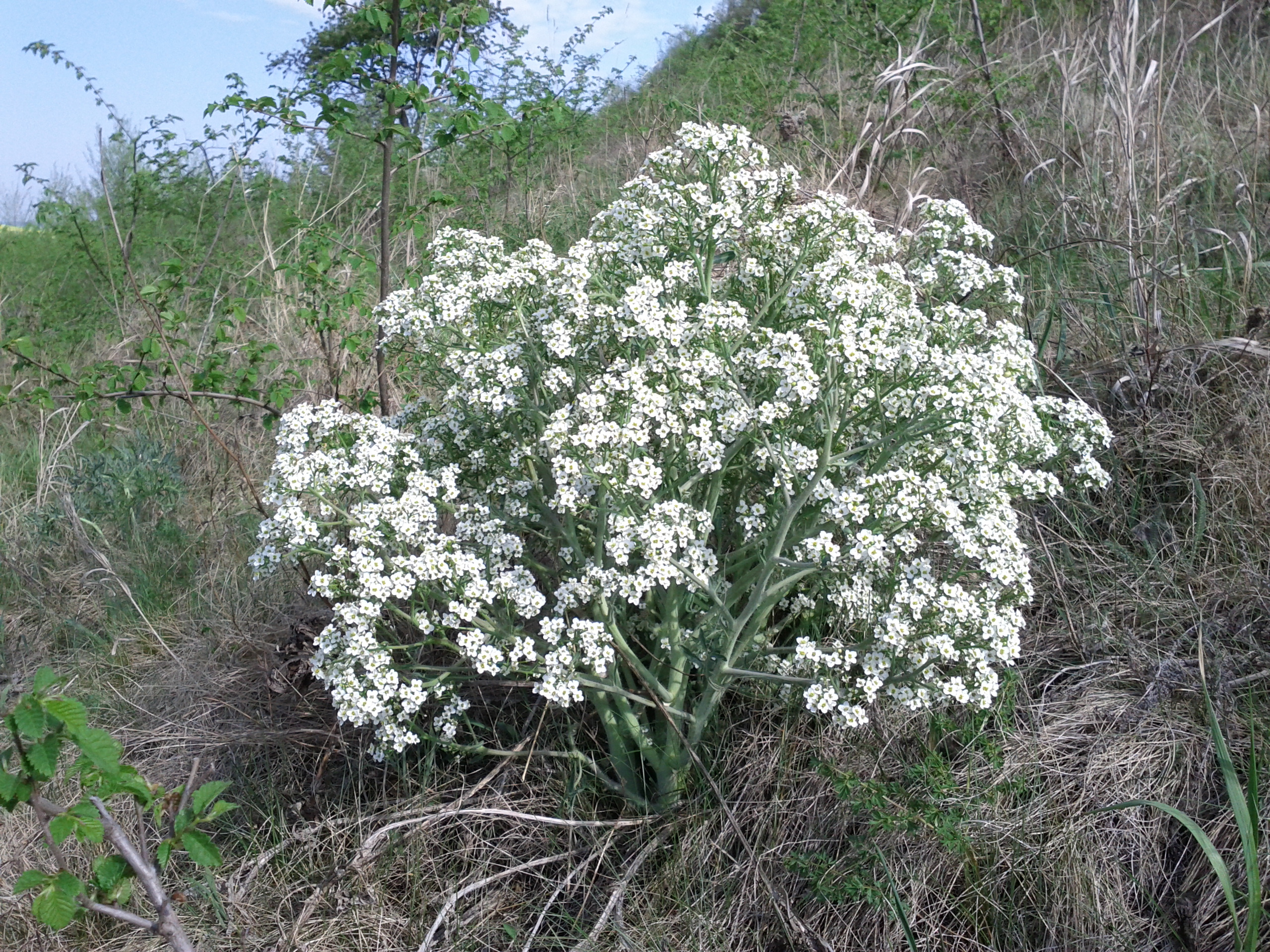
Der in Österreich stark gefährdete Tátorján-Meerkohl (Crambe tataria) verbreitet seine Diasporen als Steppenroller.
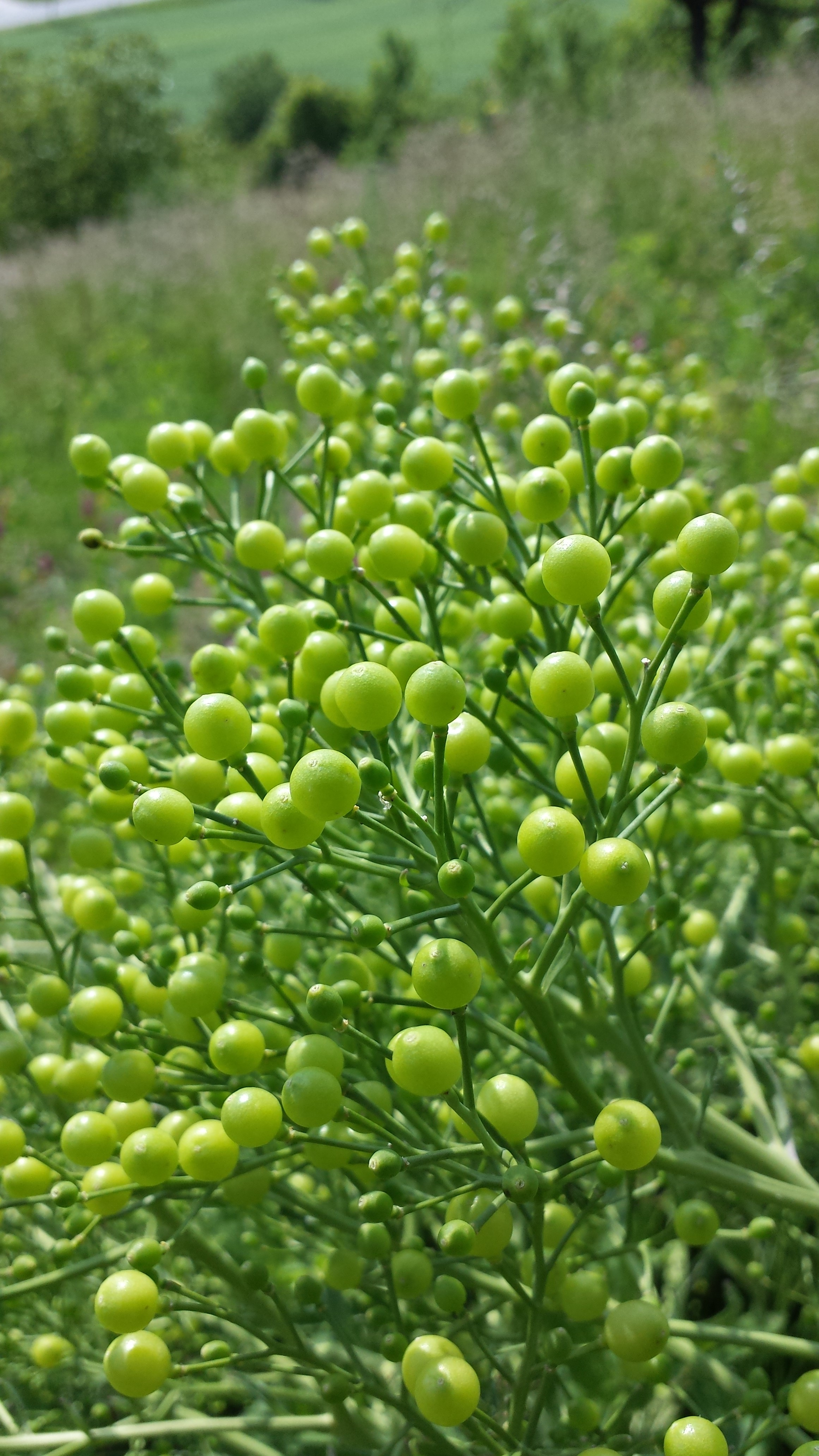
Der Meerkohl hat kugelige Früchte (Schötchen), die jeweils nur einen Samen enthalten und sich nicht öffnen.
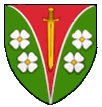
Das Wappen von Ottenthal enthält stilisierte Meerkohlblüten.
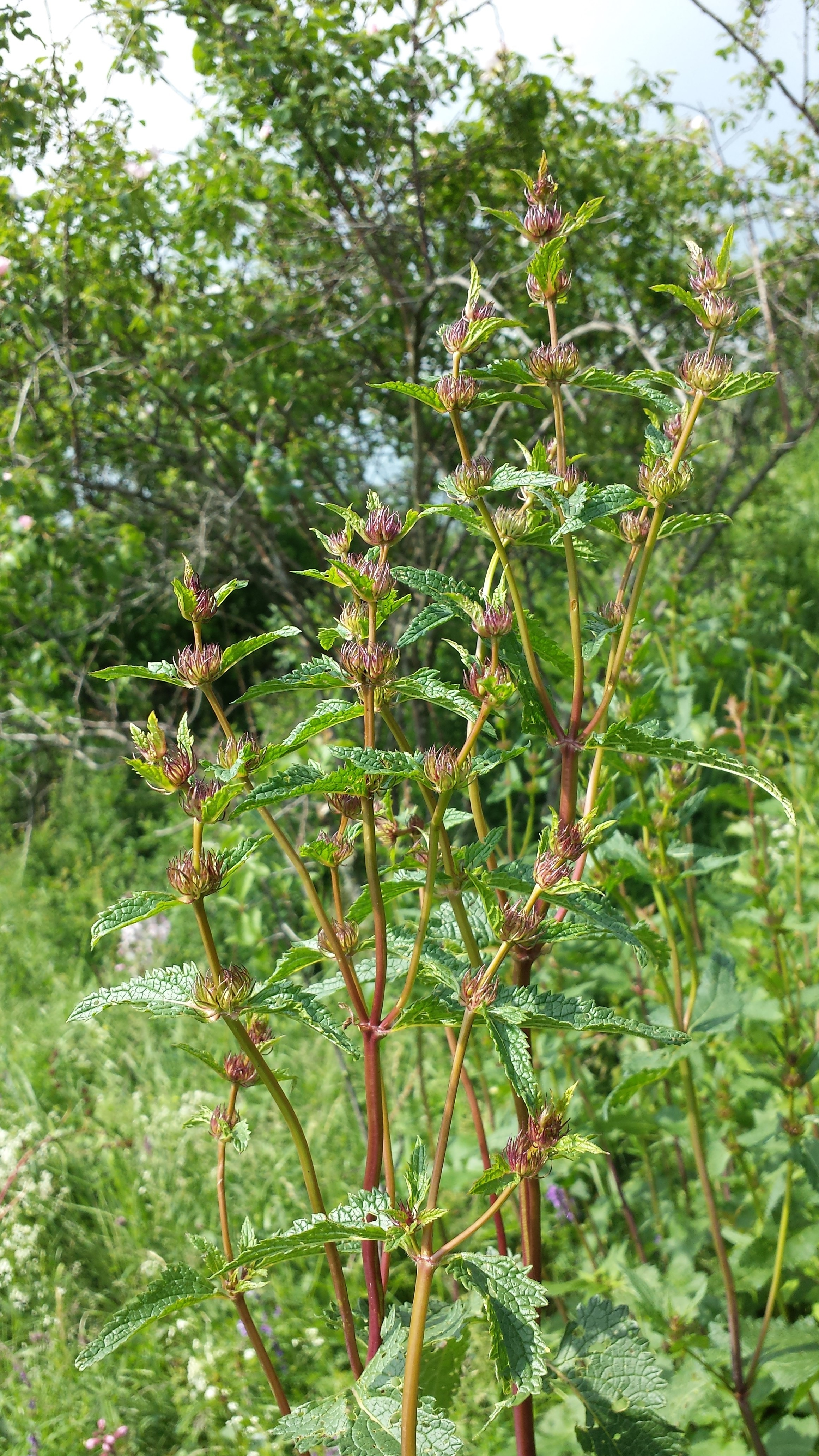
Das Knollen-Brandkraut (Phlomis tuberosa) tritt in Österreich nur sehr selten auf und ist stark gefährdet.
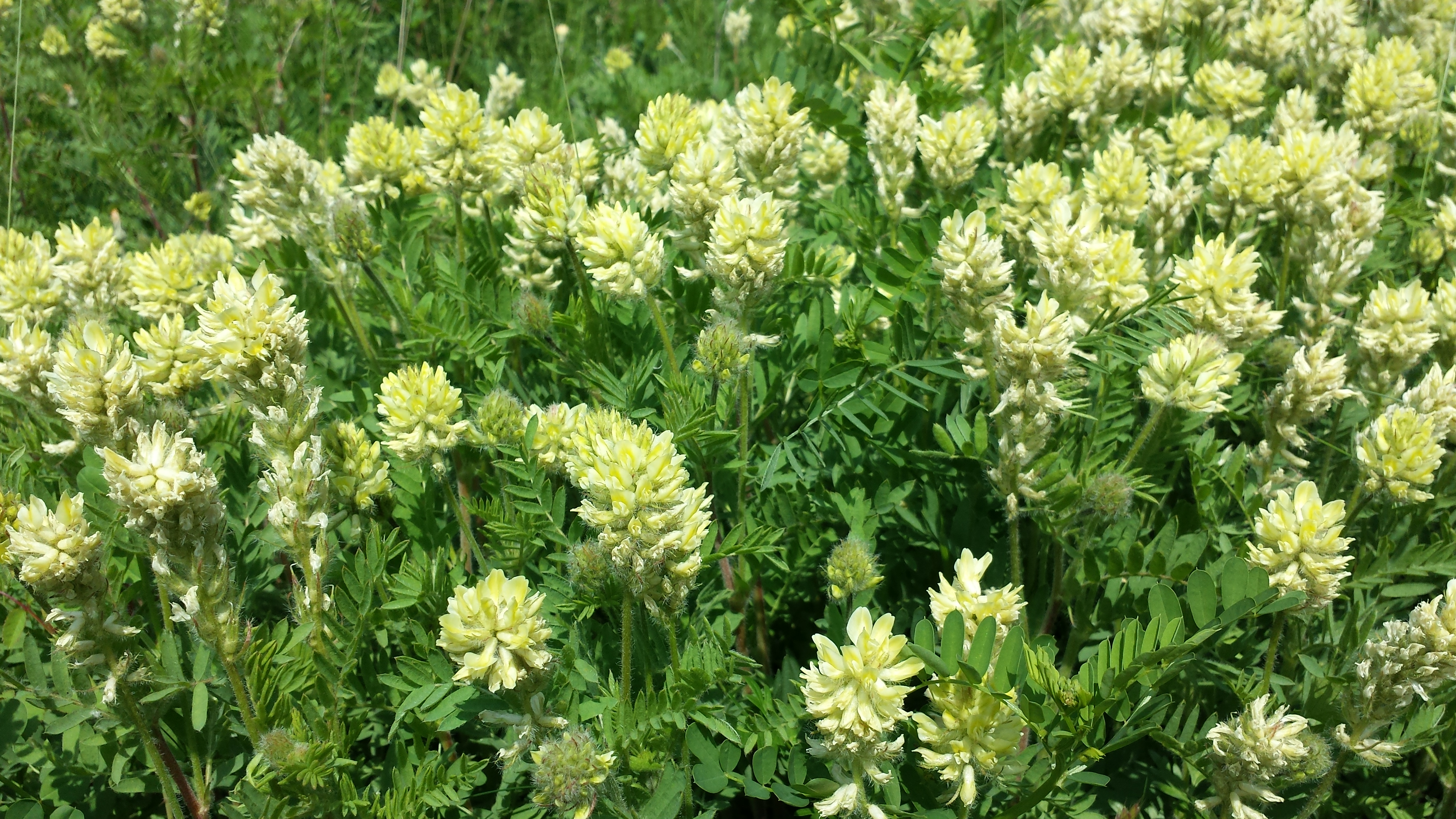
Der seltene Steppen-Spitzkiel (Oxytropis pilosa) ist in Österreich stark gefährdet.
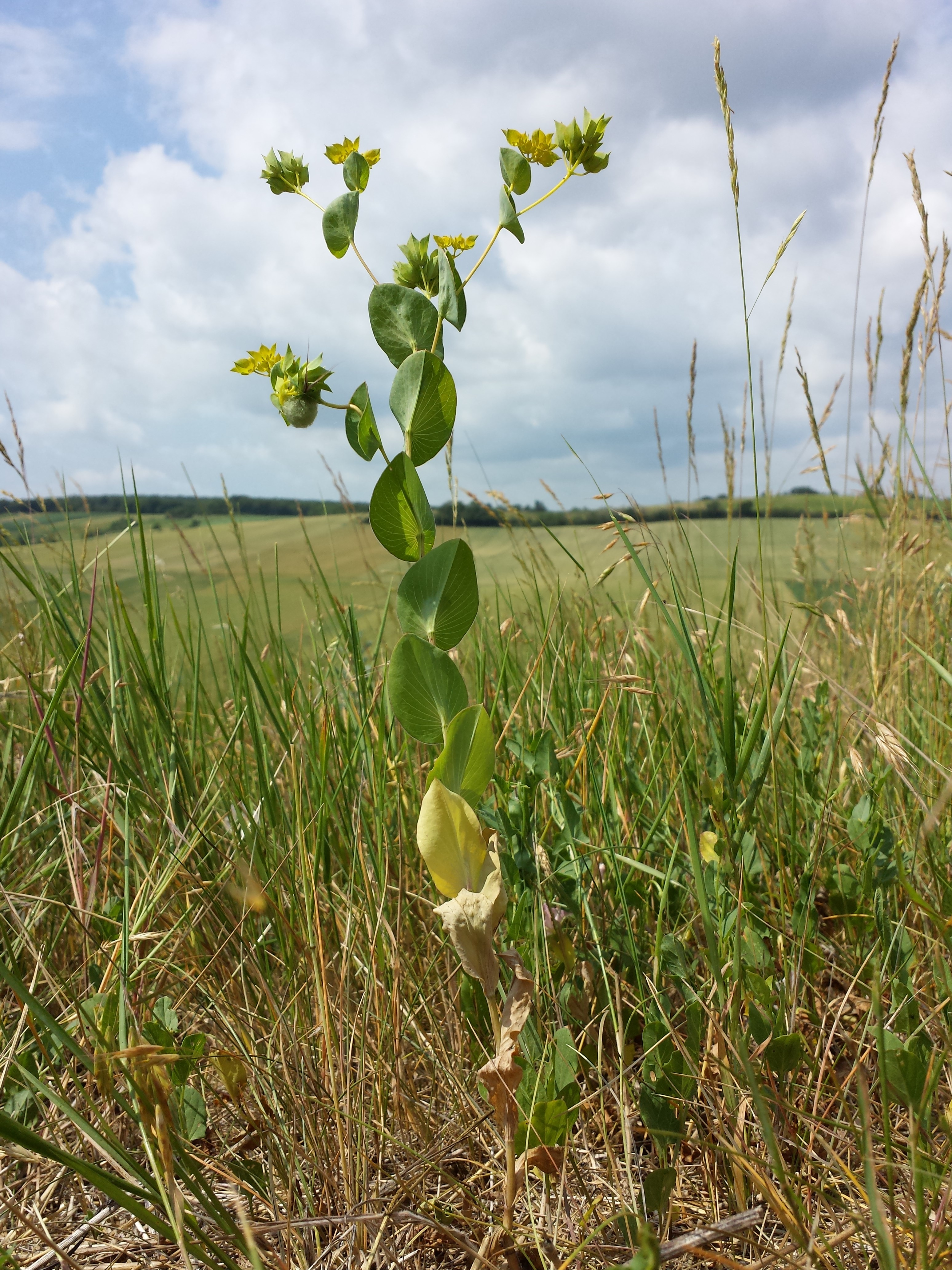
Das kalkliebende Durchwachs-Hasenohr (Bupleurum rotundifolium) ist in Österreich stark gefährdet.
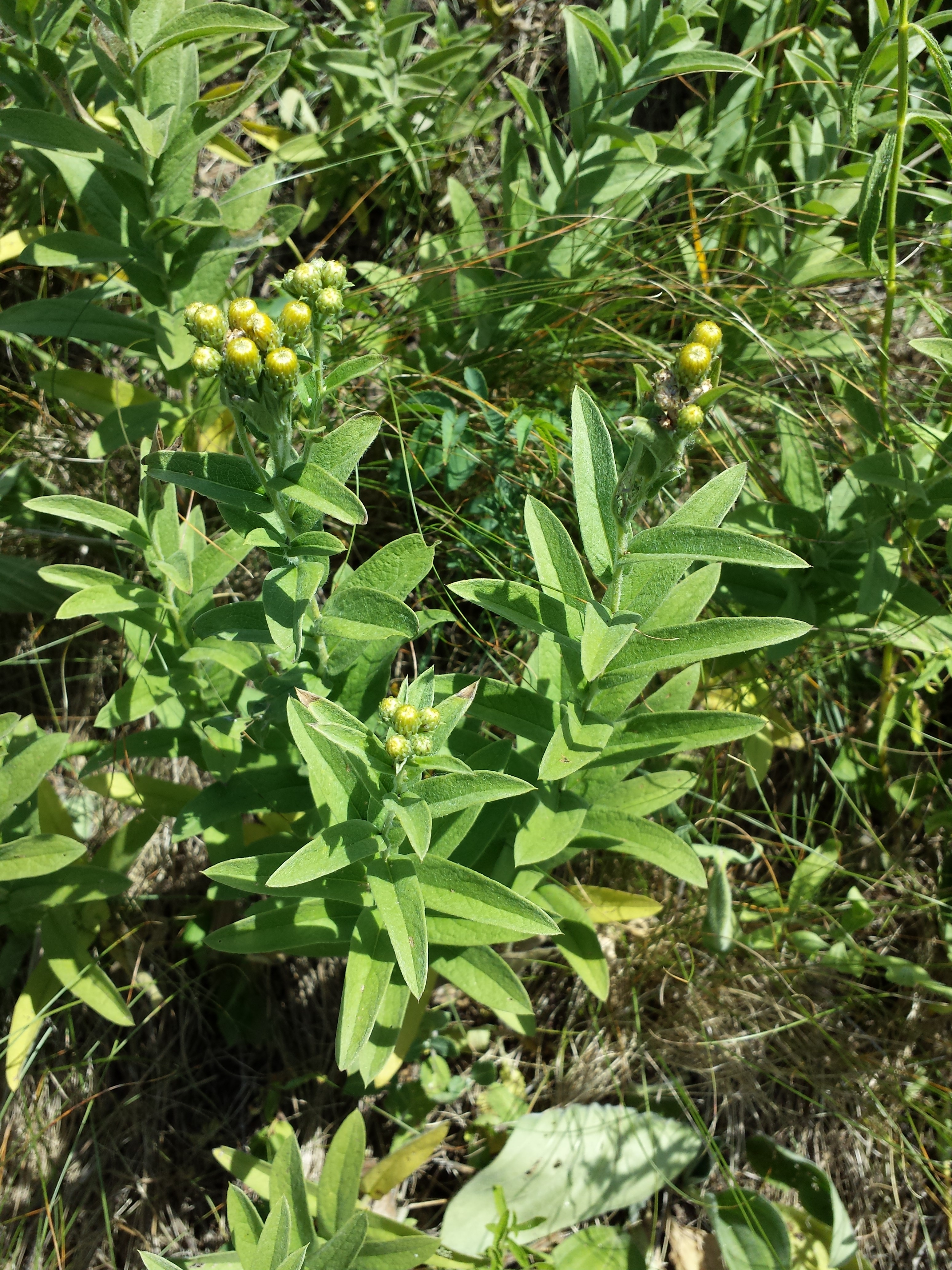
Der Deutschland-Alant (Inula germanica) wächst gerne auf Lössböden und ist in Österreich stark gefährdet.
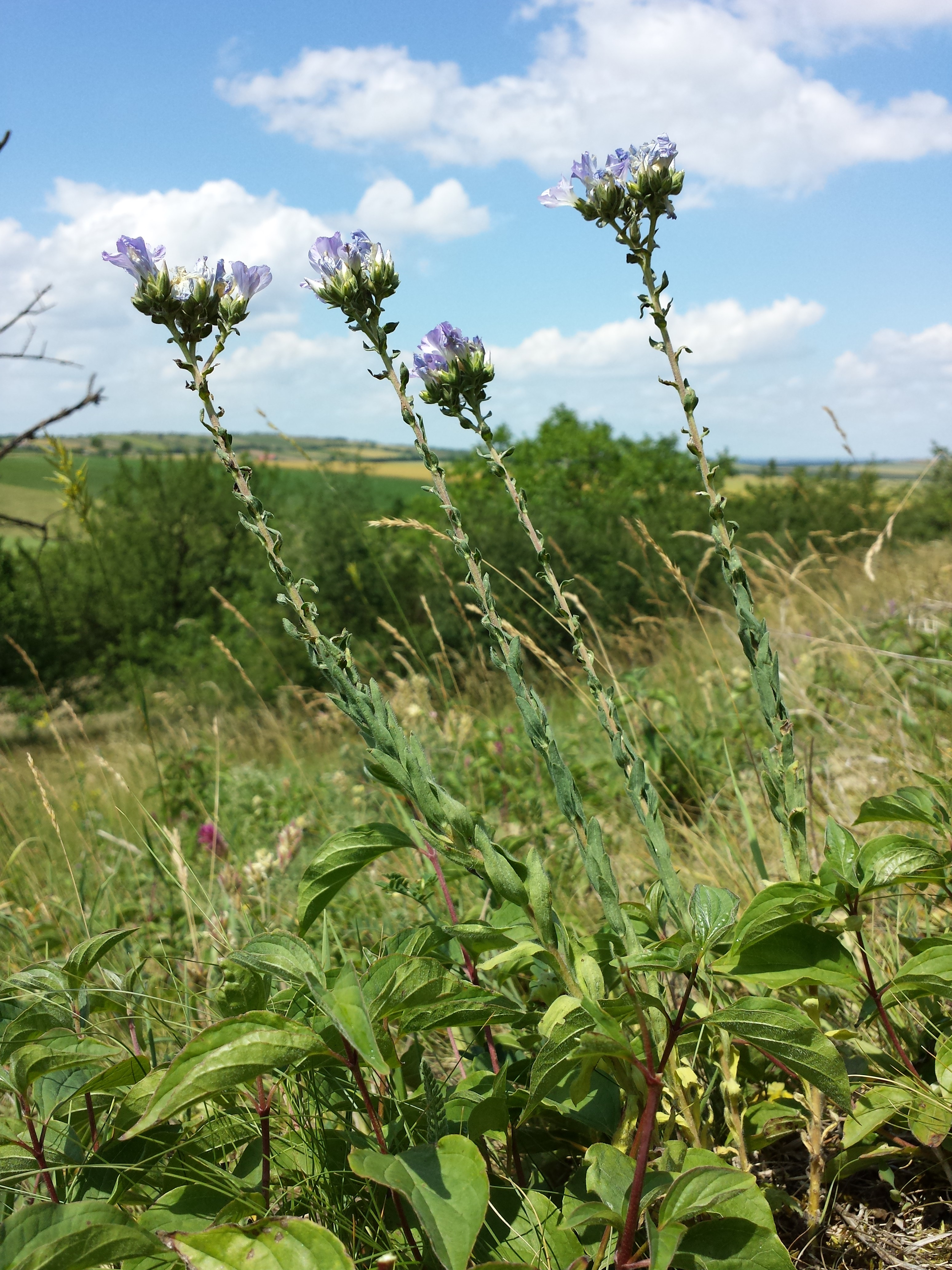
Der Zottel-Lein (Linum hirsutum) benötigt zur Keimung gestörte Bodenstellen und ist in Österreich stark gefährdet.
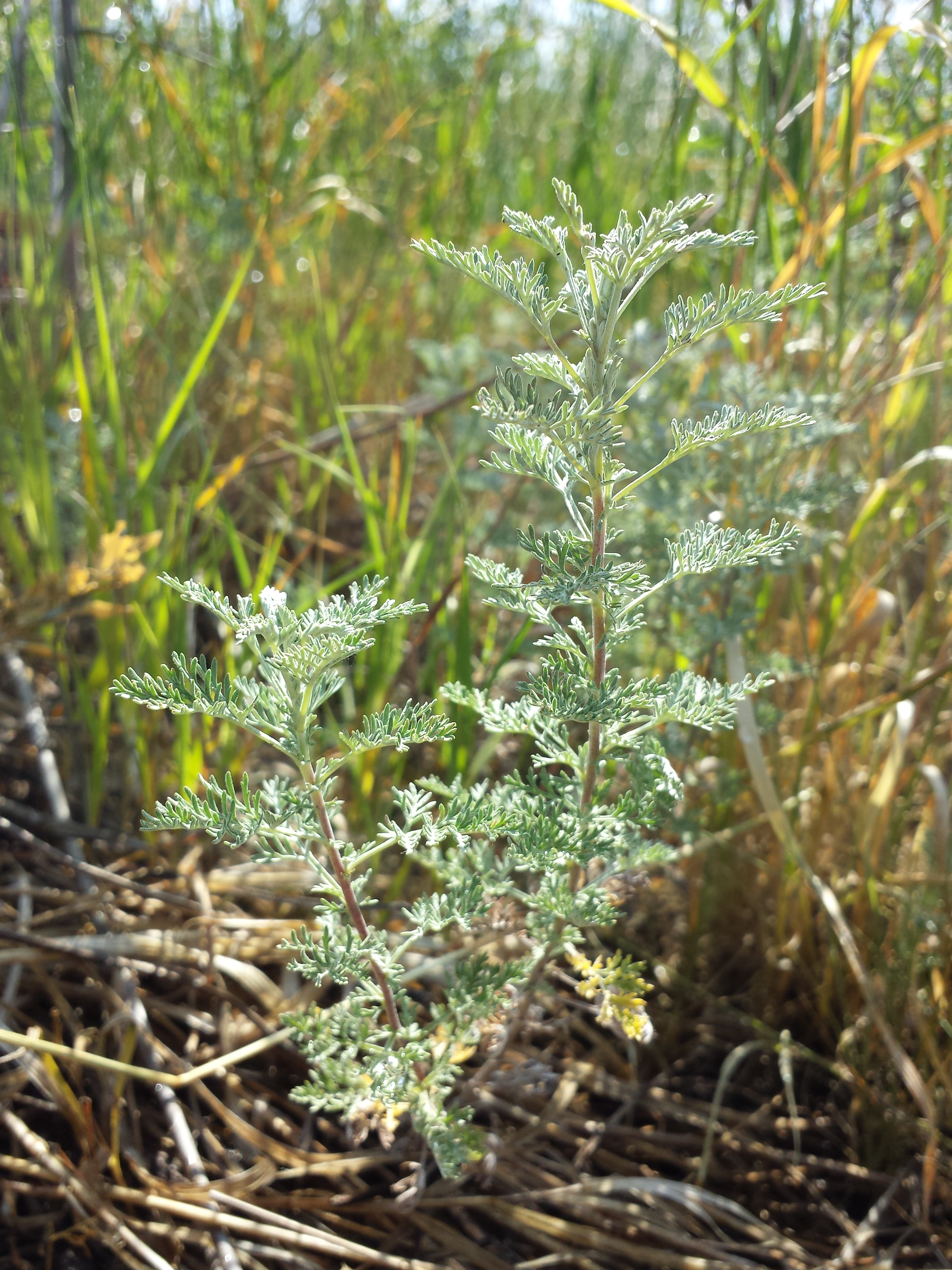
Der Pontisch-Wermut (Artemisia pontica) wächst gerne über Löss und ist in Österreich gefährdet.
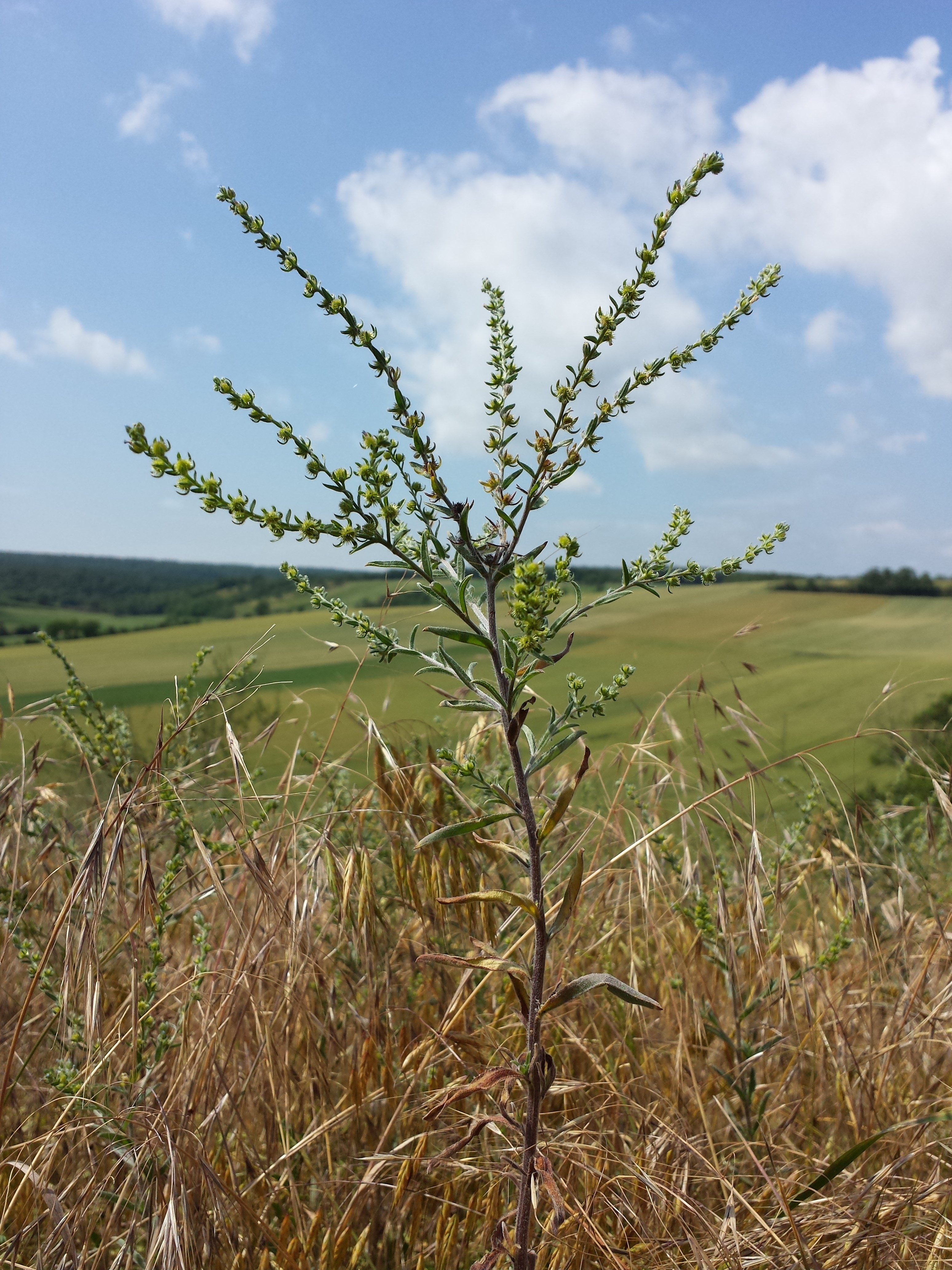
Der Kletten-Igelsame (Lappula squarrosa) tritt am Zeiserlberg auf einer Brache auf und ist in Österreich gefährdet.